# Gied Jaspars

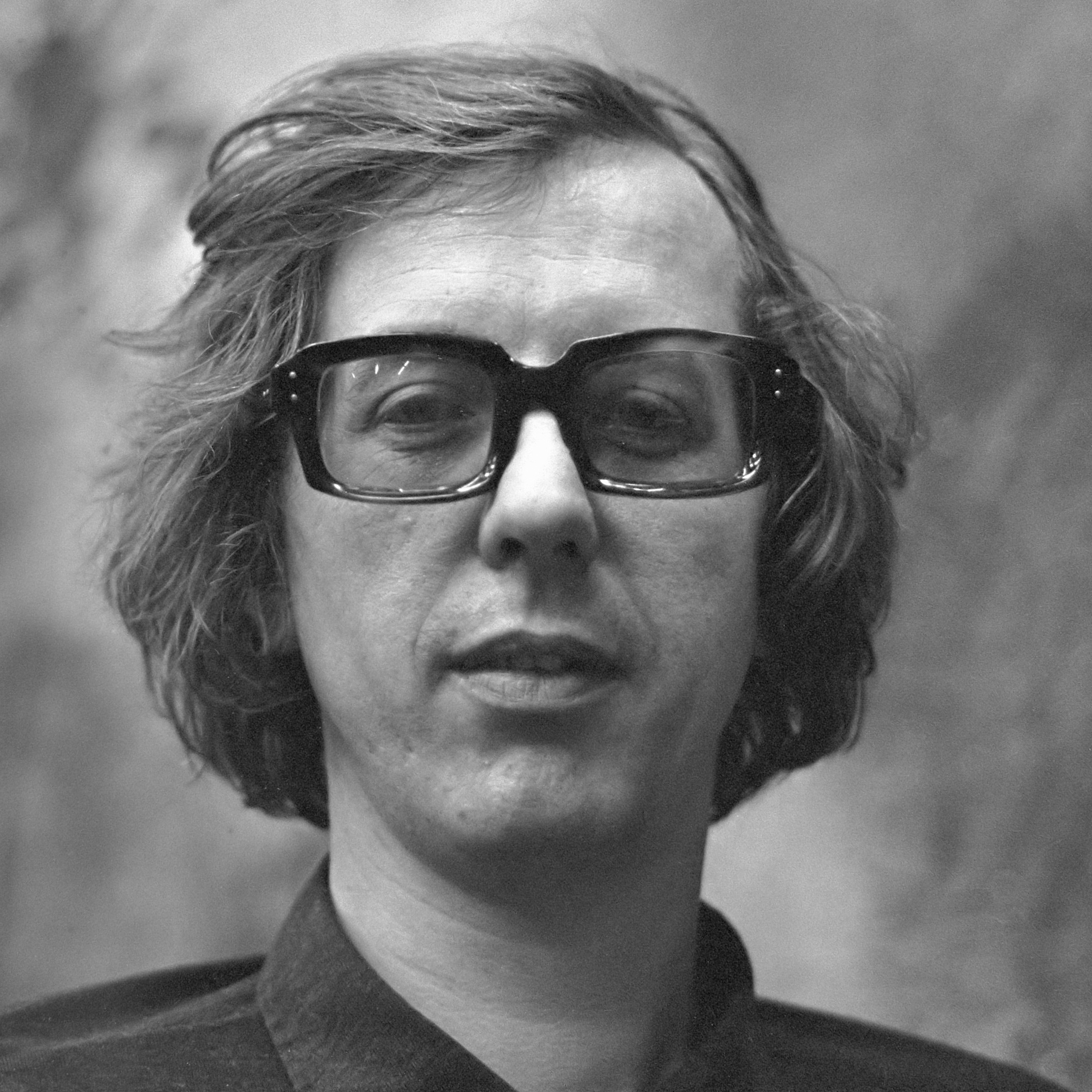
Gied Jaspars in 1973

Gied Jaspars (Gronsveld, 6 juli 1939 – Amsterdam, 14 februari 1996) was een Nederlands televisiemaker.
Jaspars richtte in 1964 met Nikolai van der Heyde en Pim de la Parra het filmtijdschrift Skoop op. Later produceerde hij de BB-kwis, Sonja’s goed nieuws show, Natuurmomenten, Waar gebeurd en diverse programma’s van Wim T. Schippers. De samenwerking met Schippers begon in 1967 toen hij door de VPRO als regisseur aan het team van Hoepla werd toegevoegd. Tussendoor ontwikkelde hij samen met Samuel Meyering een revolutionair opbergsysteem, de Rolykit.
Eind jaren zeventig stopte hij met televisiemaken. Hij werd zakenman en probeerde een andere uitvinding van Meyering te verkopen: een zwenkwieltje zonder dood punt. Ook had hij een hologrammengalerie in Amsterdam. In 1984 produceerde hij Een dagje naar het strand van Theo van Gogh.
Jaspars was gehuwd met Helen Pavias. Ze woonden in de Oostzijdse Molen aan het Gein. Jaspars overleed op 56-jarige leeftijd aan darmkanker.